# NGC 129
NGC 129 (również OCL 294) – gromada otwarta znajdująca się w gwiazdozbiorze Kasjopei. Odkrył ją William Herschel 16 grudnia 1788 roku. Jest położona w odległości ok. 5300 lat świetlnych od Słońca.